# Hypostomus chrysostiktos
Hypostomus chrysostiktos är en fiskart som beskrevs av Birindelli, Zanata och Lima 2007. Hypostomus chrysostiktos ingår i släktet Hypostomus och familjen Loricariidae. Inga underarter finns listade i Catalogue of Life.